# Istenség
Az istenség a vallások megszemélyesített, természetfeletti létezője, amelyet legtöbbször szentnek tekintenek és a vallások tiszteletének tárgya. Különféle formákban ábrázolják, de leggyakrabban hím vagy nőnemű személy vagy esetleg állat alakjában. A hímnemű istenséget istennek, a nőneműt istennőnek nevezik.  Bizonyos vallások és hagyományok azonban istenkáromlásnak tartják, ha az istenséget bármilyen formában ábrázolják.
A vallások kategorizálhatók aszerint, hogy hány istenséget imádnak. A monoteista vallások csak egy istenséget fogadnak el, akit túlnyomórészt "Istennek" neveznek. Itt az Isten szó zömmel tulajdonnévvé válik és így nagy kezdőbetűt kap.
A politeista vallásokban számos isten uralkodik a világegyetem felett, és a mágikus erők az istenek panteonjában összpontosulnak. 
Minden istennek sajátos jellegzetességeket tulajdonítanak, s mindegyiket más-más módon kell megbékíteni, imádni, segítségül hívni. A kortárs nyugati mágiában a ceremoniális rítusokra nagy hatással volt az egyiptomi politeizmus, kisebb mértékben a görög hatás is érzékelhető. Az okkultisták mágikus tevékenységük során gyakran egy bizonyos dolog – szerelem, gazdagság, béke, bölcsesség – megszerzésére összpontosítanak, s a megfelelő rítusokhoz a megfelelő istent választják ki, amelyik a kért dolgot személyesíti meg.

## Története
Az ókori civilizációk politeista vallásai (Egyiptom, Mezopotámia, India, Görögország, Róma stb.) klasszikus példái az istenek és istennők kultuszának. Egy-egy dinasztia megszilárdulásával és a papi rendszerező tevékenység következtében általában kiemelkedett a sok isten közül egy főisten, illetve minden nép saját istene (monolátria). Ugyanakkor különböző formákban és mértékben már ekkor megjelent az egyistenhit tendenciája is.

### Egyiptomi vallás
Az egyiptomi vallás istenalakjai a legkorábbi írásos források megszólalása idején, az egyiptomi óbirodalom korában már bonyolult, összetett képzetek voltak, amelyek három elemet egyesítettek magukban. Mindegyik isten valamilyen hatalom megtestesítője, és mint ilyennek védelmező-irányító funkciója van a természet vagy a társadalmi-politikai élet (de rendszerint mindkettő) valamely területén; ez a hatalom mindegyik istenség esetében valamilyen valóságos létezőhöz tapad, amelynek alakját az isten viseli: a Naphoz, egy-egy állathoz, növényhez vagy tárgyhoz; végül pedig mindegyik kultusza elsősorban egy bizonyos városhoz vagy területhez kapcsolódik, amelyben az illető isten temploma van. Az egyiptomi istenfogalom lényege: a külső alak, a hatalom (funkció) és a területi hovatartozás összekapcsolása.
A korai vallás öt területileg elkülönülő csoportra osztható:
- a héliopoliszi kilencek (enneád), élükön Atum
- a hermopoliszi nyolcak (ogdoád), élükön Ré
- az elephantinéi Hnum-Szatet-Anuket hármas, élükön Hnum
- a thébai Ámon-Mut-Honszu hármas, élükön Ámon
- a memphiszi Ptah-Szahmet-Nofertum hármas, élükön Ptah.

Az egyiptomi állam kialakulása idején (Kr. e. 3000 körül) a különböző „hatalomhordozó lények”-nek már egész sorát tisztelték. Az egyes istenalakokhoz fűződő már eleve összetettek voltak, és ezért az istenek száma az egész országban már ekkor szinte áttekinthetetlen.

### Mezopotámiai vallás
A Tigris és Eufrátesz közötti síkság legrégibb ismert lakói, a sumerek irodalmuk kialakulása idején alighanem már kialakult vallási elképzelésekkel rendelkeztek az embereknek s a náluk sokkalta hatalmasabb természetfeletti lényeknek egymáshoz való viszonyáról. Világukat megszámlálhatatlanul sok természetfeletti erő, démon töltötte be, akik állatokban, fákban, növényekben, tárgyakban, csillagokban s a tengerben, fenn az égben vagy magában az emberben lakoztak.
A vallás istenei hatalmasak és félelmetesek és igen sokan vannak. A sumer templomok papjai már korán katalogizálták az isteneket, gondosan feltüntetve nevükön kívül hatáskörüket, tulajdonságaikat, templomaikat és szent számaikat is. A legrégebbi, mintegy 4500 évvel ezelőtt készült istenkatalógus csaknem ötszáz nevet sorol fel, de egy teljesebb, akkád nyelvű felsorolás (Kr. e. 1500 körül) már kétezernél is több nevet tartalmaz. Később a mezopotámiai hittudósok kerek számban 3600 isten létezését ismerték el. Ezeknek egy része a „felvilági” (Igigi), másik része az „alvilági” (Anunnaki) istenek sorába tartozik. Részletes jegyzékkel rendelkezünk mindenféle istenekről, akikről gyakran semmi mást, csak a nevüket tudjuk.
Eredetileg minden sumer településnek egyetlen olyan istene volt, akit a város lakói egészen a sajátjuknak tartottak, akinek temploma a város szellemi életének központja volt, papsága a város irányítója, főpapja pedig, mint az isten helytartója (enszil), aki egyben a város királya is volt.
A kozmikus istenháromság már a sumer időszakban kialakult, amely isteneknek az akkádok később új neveket adtak, így a mai szakirodalomban kettős megnevezésekkel találkozhatunk. Az Ég istene, istenháromság vezető tagja: An → Anu. A Levegő és Föld istene: Enlil → Bélu/Ellil. A vizek istene és a "me-erők" tulajdonosaként a világ sorsának kormányzója: Enki → Éa.
Az első sumer szövegek a papok osztályozó és rendszerező tevékenységét tükrözik. Az első a Nagy Istenek háromsága, amelyet a bolygóistenek háromsága követ. 
A bolygóistenek triászába Szín (A Hold), Utu (a Nap = akkád Samas) és Inanna (az Esthajnalcsillag = Vénusz) istennője tartozott. 
A Nap és Hold istenei a későbbi korokban kerülnek a fő helyre. Inanna, az akkád-babiloni Istár és a későbbi Astarté megfelelője olyan kultikus és mitologikus "időszerűséget" élvez, amit a Közép-Kelet egyetlen más istennője sem fog megközelíteni.
Mivel az istenek felelősek a kozmikus rendért, az embereknek követniük kell az utasításaikat, mert azokra a normákra, "parancsokra" (me) utalnak, amelyek éppúgy biztosítják a világ, mint az emberi társadalom működését.
A babilóniaiak hatalomátvételével, a Kr. e. 18. századtól kezdődően a mezopotámiai vallásosság újra némi változáson ment át. A régi istenek megmaradtak, bár nevük megváltozott, és új istenek is feltűntek. A nagy istenek – Anu, Enlil, Éa – fokozatosan elvesztették fensőbbségüket a kultuszban. Az istenvilág élére mint babiloni főisten, Marduk került, továbbá a hívek Istárhoz és főként Samashoz fordultak.
lásd még: Mezopotámiai pantheon

### Iráni vallás
Az iráni népek az észak-indiaival egy ágon fakadtak, egy a gyökere a vallásuknak is.
Hitük szerint az embereket jó és rosszindulatú hatalmak, istenek és démonok veszik körül. Ezeket az emberfeletti hatalmakat két nagy csoportra osztották: Ahurák (hatalmasak) és Daivák (égiek). Az istenek e kettős felosztása megvan az iráni (méd-perzsa) és az észak-indiai vallásban egyaránt. 
Feltűnő jele a divergálásnak az, hogy az ind hitregékben a jó istenek elnevezésére használt déva nevet daeva és dev formában a perzsáknál a rossz szellemek, az ördögök elnevezéseként látjuk viszont. Ugyanilyen fordított értelemben használták az Ahura nevet is. Ahura (Ahura Mazdá) a jó isten neve, holott az indek a démonokat nevezik aszuráknak.
A perzsák nem állítanak szobrokat az isteneknek - írja Hérodotosz - azért nem teszik ezt, mert nem hiszik, hogy az istenek ember alakúak vagy természetűek volnának. A hegyek csúcsán áldoznak a kerek Égboltozatnak - mert ezt nevezik Zeusznak - továbbá a Napnak, Holdnak, Földnek, Tűznek, Víznek és Szeleknek.
A természeti erőkben fedezték fel tehát Irán lakói azokat az emberfeletti hatalmakat, amelyeknek jó sorsuk, boldogulásuk kedvéért áldozniuk és hódolniuk kell. Az is kitűnik az antik történetíró közléséből, hogy a személytelen és egymással egyenrangú természeti erőknek ekkor már fölébe emelkedett egy mindnyájuknál hatalmasabb, legfőbb isten, akit a görög történetíró - érthetően - Zeusznak nevez. A legkorábbi óperzsa feliratok elárulják az igazi nevét is: Áhura Mazdá ez, aki Dareioszt királlyá tette, s neki a királyságot adta, és a bölcsességet és tevékenységet Dáreioszra ruházta.
Áhura-Mazdá (szó szerint: a bölcsesség ura) ezek szerint a perzsa királyság megalakulásakor nem az egyetlen isten, de mint legfőbb istennek, hatalma nagy mértékben meghaladja a kisebb istenekét és démonokét. Az Ég istene a monarchia megalapításakor a királyi hatalom égi mása és egyben védelmezője; az óperzsa királyok mind őrá hivatkoznak hatalmuk természetfeletti forrásaként.

### Görög vallás
Az ókori Hellász területére a Kr. e. 2. évezred elején nyomultak be azok az Indoeurópai nyelvet beszélő törzsek, amelyeket Homérosz akhájoknak nevez, s akik a későbbi görög nép közvetlen őseivé lettek. 
A benyomuló akhájok vallásáról voltaképpen csak egyetlen dolgot tudunk teljes biztonsággal: hogy legfőbb istenük Zeusz volt, a ragyogó égnek ugyanaz az az istene, mint az iráni és indiai árja törzsek ősi istenalakja: Diausz-pita. Ő őrködik az égi, földi és társadalmi törvények érvényesülése fölött. Körülötte és mögötte kisebb istenek, jó és rossz démonok csoportjai rajzanak. Az embert érő bajokat ártó démonoknak tulajdonították, ilyenek többek között a betegséget és halált okozó Kérek és a félelmetes Gorgók.
Az istenek egy részét állatalakban képzelték el. Később, a különböző hiedelmek keveredése miatt, ezek az elképzelések már nem érvényesültek következetesen.
A görög mitológiában a hit, a képzelet és a megismerés még tagolatlan egységbe fonódtak. Ha azt akarták kifejezni, hogy a tagolatlan Ősanyagból különvált az Ég és a Föld - elmondták, hogyan született meg a Káoszból a legősibb két isten, Uranosz és Gaia. A mitikus hagyományok a maguk egészében meghatározták a görög ember szemléletét a világról és benne az ember helyéről. Az egész mindenséget istenek és természetfeletti lények népesítették be. A minden természeti jelenségben, minden emberi cselekvésben tevékenykedő egyéni istenek és kollektív isteni lények mérhetetlen tömegéből emelkedett ki néhány isten. Később alakult ki az a nézet, hogy a szent tizenkettes számnak megfelelően tizenkét isten lakozik az Olümposzon.

### Római vallás
Az isten fogalmára a latin nyelvnek két szava is van. Az egyik a deus szó, több más indoeurópai nyelv megfelelő szavával azonos tőből ered (daiva, dév, daimón, theosz stb.). De van egy sajátos latin szó is ugyanerre a fogalomra: numen, aminek szó szerinti fordítása: bólintás, ráintés, a beleegyezés jele. A numen arra az emberen kívüli személytelen akaratra, tehát egyben hatalomra is utal, amelyik közvetlenül avatkozik bele a földi dolgokba, mozgatja, helyesli vagy helyteleníti az ember minden egyes tettét. Az általunk megismerhető legősibb itáliai és egyben latin, római elképzelések szerint végtelenül sok emberfeletti hatalom, numen van, amelyek tevékenységükkel elő tudják mozdítani az ember sikerét. Ezek még nem egyének, nem személyes, hanem teljesen személytelen isteni hatalmak – olyannyira, hogy nevük gyakran semlegesnemű, vagy az elvont főnevek képzésének felel meg. Ezen a fokon a személytelen hatalom képzete még nem sűrűsödött konkrét, személyes istenfogalommá. Ezért nem is annyira egyes numenekről, hanem kisebb-nagyobb csoportjaikról lehet inkább beszélni. Ezek közé tartoznak a Lares, a patriarchális nagycsalád tagjainak és vagyontárgyainak védelmezői, a Penates, a lakóház és a település védői, a Geniusok, akik egy-egy nemzetség és nagycsalád, ill. a férfi családfő gyarapodását, fennmaradását biztosítják. A halottak áldó szellemei a Manes, de vannak ártó démonok is, ilyenek a Larvae, a görög Kérek megfelelői, a kísértetek és lidércek, amelyek ellen különböző mágikus szertartásokkal kellett védekezni.
A numenek rengetegéből először a matriarchátus fokán a földistennők, termékenység istennők váltak ki. Terra Mater: a földanya, Tellus: a termőföld és egyben annak istennője, Ceres a gabonaistennő, eredetileg a gabonát behordani (latinul: gerere) segítő erő. Voltak olyan női istenek, akiknek kultuszában kizárólag nők vehettek részt: a legfontosabb ezek közül a házi tűzhelyet oltalmazó Vesta, akinek papnői a Vesta-szüzek. Majd megjelentek egyes, mindinkább személyes vonásokkal felruházott férfiistenek is: Ianus a mozgás, a kezdet, a kapuk kétarcú istene, Saturnus, a termékenységet, bőséget nyújtó isten. Az osztálytagozódás és az állami szervezet kialakulásával erőteljesebbekké váltak a rangkülönbségek az egyes isteni lények között.
A római államiság kialakulásakor a hagyomány szerint elsősorban a városalapító Romulus és a kultuszt szervező Numa Pompilius király tevékenységének következtében már élesen különváltak a személytelen numenektől a kultuszban, áldozatokban részesülő és a naptárban saját ünneppel, az áldozatokat végző pappal (flamennel) is rendelkező személyes istenek, deusok. A személytelen erőket e személyes „nagy istenek" szolgáinak minősítették, kultuszban nem részesítették, és legfeljebb az ősi mágikus ráolvasások során hívták őket is segítségül.
A leginkább tisztelt személyes istenek és istennők az egész közösség képviselőinek és oltalmazóinak rangjára emelkedtek. így alakult ki a római állam legkezdetibb szakaszán az ősi legfőbb istenhármasság: Iuppiter, Mars és Quirinus képzete. A kialakuló római állam három főistene közül Jupiter mint tudjuk nevének tanúsága szerint is az ősi indoeurópai isten nevének római formája.
A Kr. e. 4. század folyamán Róma etruszk királyok uralma alá került, és ezzel etruszk vallási elemek is behatoltak a latin-szabin városba. Az etruszk hódítás új istenekkel ismertette meg Róma népét. A Város etruszk királyai építették a Capitoliumon Róma első hivatalos állami szentélyét, a capitoliumi hármas istenség tiszteletére. Ebben a „fiatalabb" istenhármasságban az ősi Iuppiter mellett már két női istenség foglalt helyet: Juno és Minerva. Majd a Kr. e. 3. század végére a vallás nagyjából szinte azonossá vált a görög vallással, s a római istenek azonosultak az Olümposz lakóival.

### Brahmanizmus
Az indiai istenfelfogások közül a legkorábbi vonulatot az Indus-völgyi civilizáció képviselte, amely Kr. e. 2500 - Kr. e. 1700 között virágzott. Feltártak ebből az időből épületeket, szobrocskákat és pecsétnyomókat, de az írást máig nem fejtették meg, és nem világos pontosan, milyen is volt a vallás. 
Az árja népek kb. Kr. e. 1500-tól költöztek be Indiába – korábban invázióról beszéltek a kutatók, de manapság néhányan amellett érvelnek, melynek során a dravida vallási hiedelmeket nem söpörték el, hanem beolvasztották és átformálták.
A védikus irodalom általános vélekedés szerint 33 istenséget (trajasztrimsad déva-táh) említ, de az egyik korai védikus himnusz, a Rigvéda egyik verse például csak az Agnit Áldozó Papként tisztelő istenek számát 3339-ben jelöli meg. Ugyanez a szám szerepel a Visvé-dévák hívásakor az Aitréja bráhmanában is.
Egy ismert hindu mítosz szerint az emberek, mikor áldozathoz készülődtek, azon tanakodtak, hogy melyik isten a legnagyobb. Az isteneket azonban nem az embertől független lényeknek fogták fel, hanem éppen az emberben lévő hatalmaknak, ahogy ezt a Satapatha-bráhmana mondja: Egy olyan papban, akinek őse egy szent risi, minden istenség meg van testesülve. 
Mivel a Rigvéda istenei alapvetően a természeti erők, jelenségek, az emberi létet meghatározó elemek és erők deifikálása révén születtek meg, érthető, hogy a hagyományos ind osztályozás a föld, a lég és az ég hármas szférájának valamelyikéhez kötötte őket. Amennyiben nevük őrzi őseredetüket – Ég (Djausz), Föld (Prithivi), Nap (Szúrja), Hajnal (Usasz), Tűz (Agni) – az antropomorfizációs folyamat csak a felszínt érintette: ezeket az isteneket a rájuk jellemző tulajdonságokkal, jellegzetességekkel írták le.
De a Rigvéda (Kr. e. 1700 - Kr. e. 1200) összevonja a különböző isteneket és kijelenti, hogy ők mindnyájan ugyanazon realitás különböző megnyilvánulási módjai és szintjei:
"Születéskor, ó Agni, Varuna vagy: ha lángot vetsz, ó Agni, Mitra vagy; minden Isteni lényegnek, ó erő fia, hordózója vagy, s akik imádnak, azoknak Indra vagy." 

Indra magában foglalta más istenek tulajdonságait is. Az Upanisadok így fogalmaz: "Indra maga az összes Istenből áll, így ő a legnagyobb".

### Buddhizmus
A dévák a buddhista kozmológia szerint olyan nem emberi lények, akik más létsíkon élnek és láthatatlanok az emberi szem számára. Képesek ugyanakkor megtévesztő formát ölteni, és meg tudnak jelenni az alacsonyabb létbirodalmak lakói számára. A buddhista hagyományban viszont egyikőjüket sem üdvözítik istenként. Buddha elfogadta az istenek létezését, ám szerinte istennek lenni annyi, mint magasabb és jobb formában létezni. De mivel ők is alá vannak vetve a születés és halál körforgásának, ezért nem lehet az emberi törekvés végső célja az istenséggel való egyesülés.

### Kelták
A kelta mitológia istenei a gall hagyományból, az ír és a walesi folklórból származnak. A kultuszok helyi jellege ellenére a legendák összekeveredtek a szájhagyományban, és egy-egy istenség sokszor változtatott nevet, amint átkerült az egyik néptől a másikhoz. 
Isteneik nevükben, ábrázolásmódjukban sok esetben az ősi totemizmus emlékeit őrizték meg, de tiszteltek olyan isteneket is, amelyek természeti jelenségekkel (mennydörgés, villámlás), forrásokkal, folyókkal, erdőkkel álltak kapcsolatban. Többet közülük háborús funkciókkal ruháztak fel, másokat pedig a kereskedelem és kézművesség védőinek tartottak. Elterjedt volt körükben a termékenységgel és földműveléssel kapcsolatban álló istennők,  istenanyák kultusza is. Az animizmus maradványaként hittek a természetfeletti tulajdonságokkal rendelkező tündérekben, szörnyekben és a szellemekben. 

### Germánok
A germán istenek két nemzetségre oszthatók, Ászok és Vánok, melyek régen harcban álltak egymással. Az Ász-istenek között Tyr, Odin és Thor a legjelentősebb, a Vánok között pedig Freyr és Freyja.

### Kereszténység
A Római Birodalom vallásában az élet minden területéért felelős istenek és istennők rendszere működött és innen már csak egy lépés volt, hogy ez a rendszer beépült a kialakuló keresztény egyházba is. Mivel a pogányságból áttértek vonakodtak megválni isteneiktől, a korábbi isteneket és istennőket átkeresztelték más névre és védőszerepeiket ezután a keresztény mártíroknak és szenteknek tulajdonították (védőszentek). A különböző foglalkozásokért, eseményekért és napokért felelős istenségek elképzelése folytatódott a keresztény hitben, a szentek tiszteletének és ünnepeinek rendszerében.

## Megjegyzés
1. ↑  A szanszkrit aszura szóval etimológiailag azonos az óperzsa ahura, mely Úr-at jelent (mint ahogy Ahura Mazdá - Isten nevében is megjelenik). Az ahura szóban a "h" betű szánszkrit "sz"-nek felel meg.